# Оптометрия
Оптометрия (от греч. οψις — «зрение» и μέτρον — «мера», «измерение») — медицинская специальность, имеющая отношение к глазам и связанным с ними системам, таким как зрение, зрительные системы и зрительное восприятие человека.
Как и для большинства медицинских специальностей, образование, сертификация и практика оптометрии регулируются во многих странах. Чтобы осуществлять медицинское наблюдение глаз и зрения, оптометристы и связанные с ними организации взаимодействуют с правительственными учреждениями, другими медицинскими специалистами и обществом. Оптометрия — одна из двух специальностей, связанных с медицинским наблюдением глаз, наряду с офтальмологией, являющейся отраслью медицины.

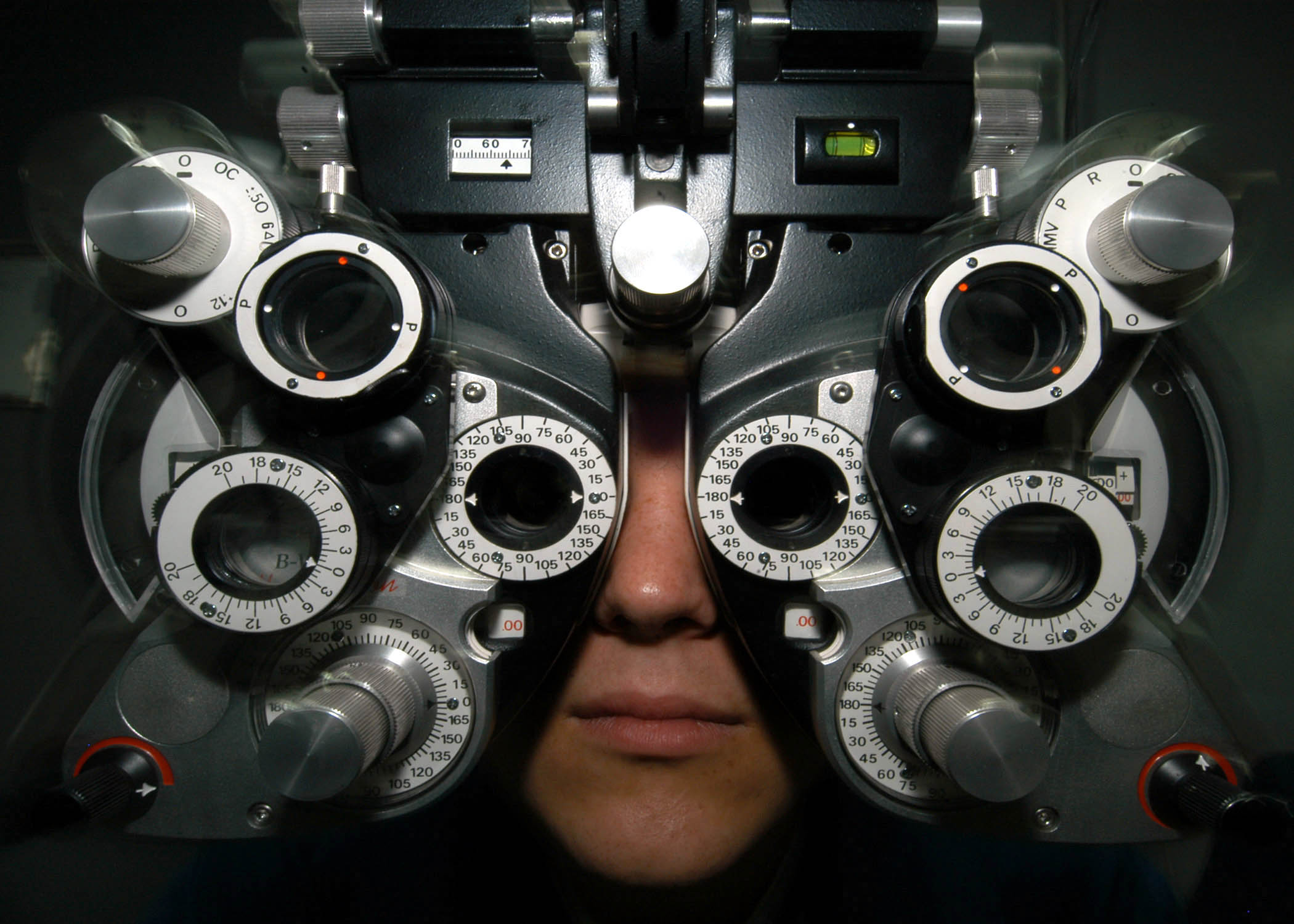
Использование оптического рефрактометра (фороптера)

## Сфера деятельности
Оптометристы предоставляют первичную медико-санитарную помощь в отношении глаз и зрительной системы. Они осуществляют обследование, диагностику и медицинское лечение глазных заболеваний, нехирургических повреждений и расстройств глаз и зрительных систем, таких, как близорукость и дальнозоркость, а также определение относительных медицинских условий, влияющих на глаза и глазные придатки.
Оптометристы могут обслуживать население в целом, специализироваться на пожилых людях, детях или слабовидящих, которые нуждаются в специальных зрительных аппаратах; разрабатывают и применяют способы защиты глаз работников от переутомления или повреждений на рабочем месте, или специализируются на контактных линзах, зрительной гимнастике или зрительной терапии.

### Обследование глаз и зрения
Обычное оптометрическое обследование включает четыре компонента:
- выяснение анамнеза — получение данных о состоянии и оптическом функционировании глаз, а также об общем состоянии здоровья пациента,
- анализ, наблюдение за состоянием здоровья и оказание необходимой помощи, выявление глазной болезни,
- анализ зрительных характеристик глаз,
- анализ оптического функционирования глаз.

Выяснение анамнеза
- получение информации о пациенте, включая расстройства (заболевания), которые влияют на тело и, следовательно, на глаза, а также сбор информации об оптических потребностях.

Обследование глазного здоровья:
- осмотр внешних структур глаза, таких как роговица, передняя камера глазного яблока, физиологическая линза, а также внутренних структур глаза, таких как сетчатка и оптический нерв; осмотр производится с помощью специального оборудования;
- наблюдение за различными движениями глаз и их синхронностью;
- наблюдение за реакцией зрачка на свет, неврологический тест;
- наблюдение общего состояния здоровья придаточных глазных структур, таких как веки и ресницы, а также слезная система и др.;
- измерение глазного давления, также известного как внутриглазное давление;
- оценка функциональных характеристик глаз, таких как поля зрения.

Обследование зрительных навыков:
- применение набора структурированных зрительных заданий к пациенту, чтобы оценить функциональные характеристики зрительной системы, такие как слежение и фокусирование, а также мышечная координация.

Обследование оптических характеристик глаза:
- измерение рефракции или выбор комбинации линз, обеспечивающей наилучшую оптическую коррекцию оптических характеристик зрения.

#### Примеры оптометрического оборудования
Во время глазного обследования используются различные типы оборудования. Для измерения остроты зрения и зрительных полей используются машины и таблицы остроты зрения. Для измерения рефракции могут использоваться пробные (очковые и контактные) линзы или фороптер и ретиноскоп. Для оценки глазных движений и выравнивания могут использоваться наборы призм различной силы, мелкие предметы и окклюдаторы. Тестовые буклеты, таблицы, инструкции и карандаши могут быть использованы для обработки, исследования и представления информации в наглядном виде.
Пенлайты и трансиллюминаторы могут использоваться при оценке светочувствительности зрачка, неврологическом скрининг-тесте. Специальные увеличители, такие как офтальмоскопы и биомикроскопы с щелевыми лампами, помогают при детальном осмотре внешних и внутренних анатомических глазных структур. Диагностические глазные капли могут также использоваться для оценки различных анатомических структур глаз.
Многие оптометристы используют компьютеризированное оборудование, специально разработанное для диагностики и/или наблюдения некоторых глазных заболеваний. Например, во многих кабинетах оптометристов есть различные анализаторы поля зрения и тонометры, которые помогают диагностировать заболевания на начальной стадии. Оптометристы используют цифровое оборудование для получения изображений, например, цифровые фотокамеры, чтобы задокументировать вид передних и задних частей глаза. Роговичные топографы используются для сбора информации о внешней стороне глаза и роговице. Другие типы сложного оборудования, такие как оптическая когерентная томография, GDX, HRT II, могут использоваться для тестирования и лечения различных заболеваний.

### Диагнозы
Оптометристы ставят диагнозы, исходя из полной информации, полученной при обследовании глаз.
Некоторые глазные заболевания могут быть вызваны осложнениями соматических, нервных и других заболеваний. Оптометрист может проводить лечение некоторых глазных расстройств. В других случаях может потребоваться направление к офтальмологу и хирургическое вмешательство.
Оптические дисфункции, определяемые оптометристом, могут включать:
- аномалии рефракции, такие как миопия, гиперметропия, астигматизм и пресбиопия;
- нарушения аккомодационной вергенции (относящиеся к динамическому фокусу и синхронизации (выравниванию) глаз).

Глазные заболевания, также известные как глазные патологии, диагностикой и лечением которых занимается оптометрист, могут включать:
- царапины (повреждения) роговицы,
- красные глаза,
- глаукому,
- глазные инфекции и воспаления глазной поверхности, включая заболевания роговицы, конъюнктивы, а также внутренние патологии сетчатки, стекловидного тела и зрительного нерва и др.,
- страбизм (косоглазие или глаз, обращенный в другую сторону), когда может потребоваться хирургическая коррекция офтальмологом.

Основные примеры заболеваний органов и системного происхождения осложнений на глаза, которые могут быть выявлены при обследовании глазных структур, включают:
- диабетическое глазное заболевание и ретинопатия, вызванные диабета,
- изменения в сетчатке, вызванные другими соматическими расстройствами, такими как повышенное давление и проблемы с холестерином,
- оценка изменений в глазах, вызванных лекарствами, такими как оральные контрацептивы и др.

### Оказание помощи пациенту
- Консультации по поводу комплексного или детализированного обследования глаз человека.
- Диагноз и лечение или оказание помощи при глазном заболевании или расстройстве зрения.
- Назначение медикаментов (лекарств), таких как антибиотики, противовоспалительные и др. для лечения глазных нарушений и заболеваний.
- Назначение оптических устройств, таких как очки, контактные линзы, увеличительные стекла.
- Назначение реабилитации слабого зрения.
- Назначение зрительной терапии.

Оптометристы дают рекомендации и ведут последующее наблюдение в отношении использования оптических устройств (особенно контактных линз), направляют к другим медицинским специалистам, включая терапевта и других врачей первой помощи, и взаимодействуют с оптиками и оптической промышленностью, которая производит оптические устройства, например, очки, в соответствии с рецептом.
Проверка зрения пациенту
В салоне оптики пациента встречает оптик-оптометрист. Оптометрист выслушивает жалобы и задает пациенту вопросы о том, когда и как впервые появились жалобы на зрение, какие были предприняты меры, а также оптометристу необходима информация о возрасте, роде занятий и хронических заболеваниях пациента. Затем проводится разносторонний осмотр. Он нужен для того, чтобы определить не только остроту зрения, но и индивидуальные особенности пациента.
Сначала оптометрист проводит анализ предыдущих очков. Необходимо не допускать больших отклонений в диоптриях в сравнении с привычной коррекцией. Анализ позволит понять, к чему привык клиент, выявить тип старых очков (монофокальные,бифокальные,прогрессивные).
С помощью проектора знаков врач определяет остроту зрения пациента в его старых очках.
После этого определяется «ведущий глаз».
Определение ведущего глаза необходимо для сохранения привычного стереотипа бинокулярной деятельности. Пациент держит тестер с отверстием на расстоянии вытянутой руки. Обоими глазами фиксирует удаленный предмет, глядя на него через отверстие. Далее он попеременно закрывает правый и левый глаз, и отмечает смещается ли предмет. Тот глаз, который видит предмет не смещенным, и будет ведущим.
Также выполняется тест с прикрыванием для выявления скрытого или явного косоглазия вдаль и вблизь.
Следующим этапом проверки будет измерение расстояния между центрами зрачков (РЦ), обеспечивающее правильную центровку линз перед глазами. Самый распространенный метод, используемый для измерения межзрачкового расстояния, – измерение с помощью простой миллиметровой линейки. Пациент при этом должен смотреть на левый глаз оптометриста, пока тот совмещает нулевую отметку линейки с краем радужной оболочки правого глаза пациента. Потом оптометрист открывает свой правый глаз, закрывает левый и просит пациента посмотреть на открытый правый глаз. Затем измеряется межзрачковое расстояние до края радужной оболочки левого глаза пациента. Таким образом врач измерил РЦ для дали. РЦ для близи измеряется следующим образом: пациент смотрит в открытый левый глаз, оптометрист измеряет расстояние от наружного края радужной оболочки правого глаза до внутреннего края радужной оболочки левого глаза. Расстояние измеряется в миллиметрах
Затем определяется рефракция глаза. Нормальная рефракция – это хорошее зрение человека вдаль. Нарушения рефракции: близорукость, дальнозоркость и/или астигматизм.
Первый этап определения рефракции – проверка на авторефрактометре. Это компьютерный прибор, который анализирует преломляющую способность глаза
Прежде чем проводить проверку с помощью пробных линз, необходимо определить остроту зрения без коррекции. Для этого пациент прикрывает по очереди каждый глаз и смотрит на таблицу знаков, не используя очки и другие средства коррекции.
Второй этап проверки рефракции глаза – подбор коррекции с помощью набора пробных стекол. Пациент смотрит через пробные линзы на таблицу, расположенную не менее, чем в 5 метрах от него, и оптометрист, опираясь на субъективные ощущения пациента, подбирает ему оптимальную коррекцию.
Далее пациент осматривается вокруг в пробной оправе, оценивает остроту зрения и комфорт.
Если пациент ощущает себя хорошо, не предъявляет жалобы и не отмечает дискомфорта это означает, что линзы подобраны правильно и можно выписывать рецепт на очки.

## История
История оптометрии связана с развитием:
- науки о зрении (соответствующие области медицины, микробиологии, неврологии, физиологии, психологии и т. д.),
- оптики, оптических устройств,
- оптических инструментов, техники получения и обработки изображений,
- других профессий, связанных с заботой о зрении.

Термин «оптометрист» был предложен Ландольтом в 1886 г. в значении «сборщик очков». Перед этим в XIX столетии произошло разделение между «изготавливающими» и «рефракционными» оптиками. Последние позднее стали называться оптометристами.
Первая школа оптометрии была основана в конце XIX века в США; в 1940-е гг. начали пользоваться контактными линзами.

## Лицензирование
В большинстве стран существует регулирование оптометрического образования и практики. Оптометристам, как и большинству других медицинских специалистов, требуется участвовать в постоянно продолжающихся образовательных курсах, чтобы быть в курсе последних стандартов медицины.
Оптометрия официально признана:
- в Северной Америке (Канада и США),
- в Латинской Америке и некоторых Карибских странах,
- в большинстве англоязычных стран, включая Великобританию, Ирландию и Австралию,
- в Европе, включая Испанию, Германию и Францию,
- в Азии, включая Малайзию, Китай, Гонконг, Таиланд и Тайвань,
- на Ближнем Востоке, включая Саудовскую Аравию, Иран и Израиль.

### Великобритания
В Великобритании оптометристам нужно отучиться 4 года в университете и получить степень бакалавра, затем в течение как минимум однолетнего дорегистрационного периода, пройти контрольную практику под наблюдением опытного квалифицированного руководителя практики. В течение дорегистрационного года кандидат проходит несколько ежеквартальных аттестаций и при успешном прохождении всех этих аттестаций, заключительную однодневную экзаменационную сессию. При успешной сдаче экзаменов и прохождении однодневной контрольной практики, кандидат получает право стать членом Колледжа оптометристов и зарегистрироваться в качестве оптометриста в Генеральном оптическом совете (ГОС).
Существует 8 университетов, обучающих оптометрии в Великобритании: Английский университет Раскина, Астонский университет (Бирмингем), Брэдфордский университет, Кардиффский университет, Каледонский университет Глазго, Лондонский городской университет, Манчестерский университет и Ольстерский университет (Колрейн).
Регистрация в ГОС обязательна для того, чтобы практиковать в Великобритании. Члены Колледжа оптометристов могут использовать приставку MCOptom. Оптометристы Великобритании, как и большинства стран, получают степень магистра оптометрии.

### Соединенные Штаты Америки
Американские оптометристы проходят 4-летнюю программу и получают степень доктора оптометрии. Многие оптометристы в течение одного или двух лет обучаются в резидентуре, чтобы получить специализацию. Примерный учебный план предоставляется Межамериканской университетской школой оптометрии. Будучи первичными глазными врачами, доктора оптометрии являются неотъемлемой частью системы здравоохранения. Перед поступлением в оптометрическую школу оптометристы, как правило, четыре года обучаются в вузе, после чего получают степень бакалавра. Требуемый базовый университетский курс для оптометристов включает разнообразные медицинские, научные и математические курсы. Оптометрическое обучение включает 4 года обучения, сосредоточенного на глазах, зрении и некоторых соматических заболеваниях. В дополнение к курсам профессиональной специализации от оптометристов требуется пройти медицинские курсы, сосредоточенные на том, как общее медицинское состояние пациента влияет на глаза.
Окончив оптометрическую школу, кандидаты обучаются в аккредитованном колледже оптометрии и получают степень оптометрии. Оптометристы должны сдать строгий национальный экзамен, который проводит Национальная экзаменационная комиссия по оптометрии. Экзамен состоит из 3 частей: базовая наука, клиническая наука и уход за пациентом. (В структуру и формат экзаменов НЭКО могут быть внесены изменения в 2008 г.) Некоторые оптометристы продолжают обучение и, окончив резидентуру, приобретают узкую специализацию. Специализации: педиатрический уход, детское зрение, гериатрический уход, специальные контактные линзы (для пациентов с кератоконусом или другими видами роговичной дистрофии) и многие другие. Все оптометристы обязаны непрерывно получать образование, чтобы быть в курсе последних стандартов медицины.

### Аргентина
В Аргентине оптометристы обязаны регистрироваться в местном Министерстве общественной информации, но лицензирование не обязательно. Любой бакалавр может зарегистрироваться в качестве оптометриста, сдав письменный экзамен. Плата за экзамен устанавливается правительством провинции и в разных провинциях разная.

### Колумбия
В Колумбии оптометрическое образование аккредитовано Министерством здравоохранения. Последний официальный пересмотр законов, касающихся медицинских стандартов в стране, был произведен в 1992 году в Законе 30. В настоящее время существует 8 официальных университетов, получивших от ICFES право проводить сертификацию оптометриста. Первые оптометристы прибыли в страну из Северной Америки и Европы около 1914 года. Они специализировались на оптике и рефракции. В 1933 по Декрету 449 и 1291 Правительство Колумбии официально установило правила для профессионального образования (обучения специалистов) в области оптометрии. В 1966 году по рекомендации группы специалистов университет «Ля Саль» открывает свой первый факультет оптометрии. В настоящее время оптометристы поощряются не отставать от новых технологий с помощью конгрессов и стипендий, выплачиваемых правительством или частными компаниями (такими как Bausch & Lomb).

### Европа
В настоящее время оптометрическое образование и лицензирование отличается в разных частях Европы. Например, в Германии оптометрические задачи выполняются офтальмологами и профессионально обученными и сертифицированными оптиками. Во Франции нет регулирующих структур, и оптометристы иногда обучаются в частных офтальмологических службах.
С тех пор, как образовался Европейский Союз, «существует серьёзное движение, возглавляемое Ассоциацией европейских школ и колледжей оптометрии (АЕШКО), ставящее целью унифицировать профессию, разработав общеевропейский экзамен по оптометрии», а также стандартизированную практику и образовательные рекомендации внутри стран Евросоюза.

### Ирландия
Профессия оптометрии представлена на протяжении более ста лет Ассоциацией оптометристов Ирландии (АОИ). В Ирландии оптометрист обязан пройти четырёхлетнее обучение, после чего ему присваивается степень оптометрии в департаменте оптометрии Школы физики Дублинского технологического института. Получив диплом, оптометрист должен сдать Профессиональный квалификационный экзамен, чтобы получить регистрацию в Палате оптиков. Чтобы практиковать в Ирландской республике, оптометристы должны зарегистрироваться в Палате.
АОИ запустила программу всестороннего непрерывного образования и профессионального развития в интересах (от имени) ирландских оптометристов. Законодательство, регулирующее оптометрию, было разработано в 1956 году. Законодательство разрешает оптометристам в полной мере использовать своё мастерство, образование и оборудование исключительно на пользу ирландскому народу. Поправка к акту в 2003 году относится к одному из самых значительных ограничений — к применению циклоплегических наркотиков при обследовании детей.

### Россия
Санкт-Петербургский медико-технический колледж имеет лицензию на право ведения образовательной деятельности в сфере профессионального образования и проводит обучение по специальности 31.02.04 «Медицинская оптика» с присвоением  квалификации оптик-оптометрист (срок обучения 3 года, 10 месяцев). Колледж осуществляет повышение квалификации и переподготовку по данной специальности с выдачей удостоверения, свидетельства или диплома государственного образца.

## Специализации
В настоящее время существует девять специализаций (резидентур), предлагаемых различными оптометрическими школами в США:
- роговица и контактные линзы;
- семейная оптометрия;
- гериатрическая оптометрия;
- глаукома;
- реабилитация пониженного зрения;
- ортоптическая практика;
- глазные заболевания;
- педиатрическая оптометрия;
- оптометрия первой помощи;
- терапия и реабилитация зрения.

Многие из этих специализаций также выделяются в других странах.
Курс рефрактивной и глазной хирургии включает изучение того, как оказывать помощь пациенту до и после хирургии глаза. Подобным образом, обучение в резидентуре глазных заболеваний включает практику сотрудничества с другими медиками. Также Колледж оптометристов по улучшению зрения предоставляет глазным врачам сертификаты по терапии зрения, профилактике нарушений зрения, связанных с поведением и развитием, и «зрительной реабилитации». Специализации тренировки бинокулярного зрения и ортоптики часто объединяются с педиатрической или терапевтической программами.